# シドニー・クリケット・グラウンド
シドニー・クリケット・グラウンド（Sydney Cricket Ground）は、オーストラリアのシドニーにある競技場。クリケットやオージーフットボールなどの競技が行なわれる。略称はSCG。

## 概要
19世紀初頭からクリケットやテニス、自転車など、さまざまなスポーツの競技施設が作られていたムーア・パーク内の一角が、1894年、「シドニー・クリケット・グラウンド」と命名された。
1938年には第3回大英帝国競技大会のメイン会場となった。1982年より、オージーフットボールチーム、シドニー・スワンズの本拠地の1つとなっている。
1988年にシドニー・フットボール・スタジアムが隣接して建設されるまでは、1968年および1977年にラグビーリーグ・ワールドカップの決勝戦会場となるなど、ラグビーリーグやサッカーの試合も行なわれていた。
2014年3月22日と23日に、メジャーリーグベースボール(MLB)がオーストラリアでは初開催となる開幕戦をロサンゼルス・ドジャースとアリゾナ・ダイヤモンドバックスで公式戦2連戦を開催した。
2018年に閉鎖されたアリアンツ・スタジアムおよび2019年春（10月）からANZスタジアム大規模改修に伴い、2020年と21年のNRLグランドファイナル会場として暫定使用された。